# Bíblia de Borso d'Este
La Bíblia de Borso d'Est o Breviari d'Ercole és una biblia, il·luminada sobre pergamí, un manuscrit del primer renaixement, realitzat a Ferrara durant els anys 1455-1461 per encàrrec de Borso d'Este (1413 - 20 d'agost 1471), primer duc de Ferrara des de 1450 fins a la seva mort. L'any 1937 la Bíblia del Borso d'Este va ser reproduïda en edició limitada per Bestetti Edizioni d'Arte que avui té un alt valor de subhasta considerada com una obra d'art.

## Història
A Ferrara, el duc Borso d'Este, un membre de la Casa d'Este, va patrocinar la creació de manuscrits llatins i grecs, veritables obres mestres de l'art de la il·luminació, entre ells, la famosa Bíblia, nomenada també Breviari d'Ercole, un dels llibres més bells del renaixement.
Entre 1455 i 1461 a Ferrara, Taddeo Crivelli (1425-1479) i Franco dei Russi (actiu entre 1453-1482), Guglielmo Giraldi (actiu entre 1445-1490), Gerolamo da Cremona (actiu entre 1451-1483) i d'altres artistes menors van il·luminar una bíblia que constava de dos volums amb un total de 1230 pàgines. El primer volum conté 642 pàgines amb 621 il·luminades, dividides en un grup de quatre pàgines i 31 grups de 5 pàgines. El segon volum conté 588 pàgines, incloent 580 il·luminades, dividides en grups de dues pàgines i 29 grups de cinc pàgines. Les pàgines estan cobertes amb versos ricament decorats amb miniatures. El text va ser escrit per Pietro Paolo Marone. El cost total d'execució va ser a la ratlla de 5000 lires d'aleshores.
L'il·luminador principal en va ser Taddeo Crivelli, el qual s'adiu un estil lineal i expressiu del gòtic tardà i una imaginació sofisticada inspirada en Belbello da Pavia i va ser el que va donar el to general a tota la realització. De fet, l'estil del manuscrit il·luminat reflecteix la transició del gòtic tardà a l'art de principis] del renaixement.
Al voltant de 1859 el ducat va ser incorporat a l'Estat italià així com Mòdena i Reggio. Francesco V en la seva fugida es va endur amb ell unes quantes taules petites, llibres valuosos i la famosa Bíblia de Borso d'Este, que més tard va ser recuperada per l'Estat italià i va retornar a Mòdena després de la Primera Guerra Mundial gràcies al senador Treccani,que l'havia adquirida en una subhasta.
Des d'aleshores la Bíblia es conserva a la Biblioteca Universitària d'Estense de Mòdena.

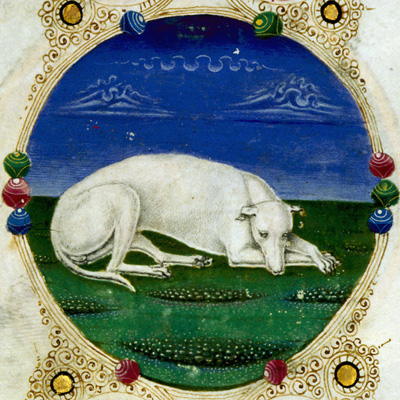
Animals.
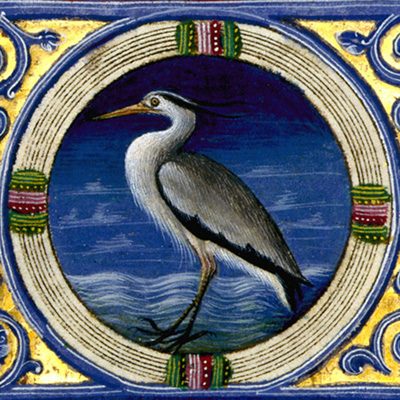
Animals.
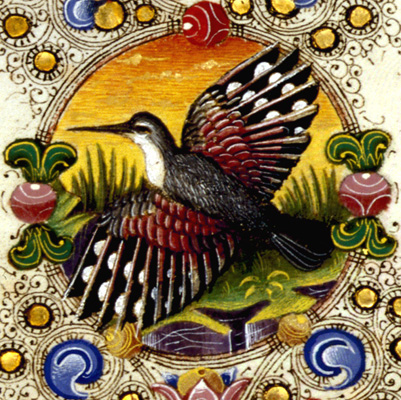
Animals.
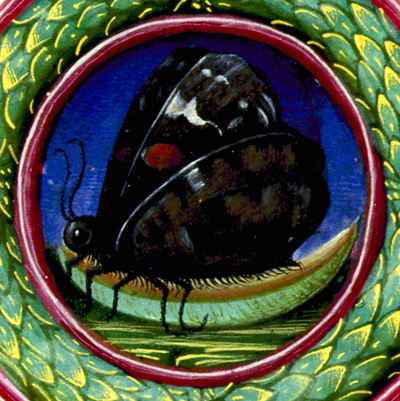
Animals.